# Szablak podobny
Szablak podobny, szablak późny (Sympetrum striolatum) – gatunek ważki z rodziny ważkowatych (Libellulidae). Jest szeroko rozprzestrzeniony w Europie i Azji. Występuje również w północno-zachodniej Afryce – od Maroka po Tunezję. Prawdopodobnie jest pospolity w całym zasięgu występowania. Zasiedla wody różnego typu, ale preferuje ciepłe wody stojące, płytkie i słabo zarośnięte, o piaszczystym dnie. Okazjonalnie spotykany jest w wodach płynących i słonawych. W Polsce jest pospolity na terenie całego kraju z wyjątkiem części północno-wschodniej, gdzie jest lokalny i rzadki. 
Ubarwienie ciała czerwonawe. Długość ciała 40 mm, rozpiętość skrzydeł od 50 do 60 mm. Imagines latają od czerwca do października.
W nowszych publikacjach (w tym na World Odonata List) występujący w rejonie Himalajów Sympetrum commixtum uznawany jest za podgatunek szablaka podobnego – Sympetrum striolatum commixtum. W 2020 roku za młodszy synonim Sympetrum striolatum commixtum uznano takson Sympetrum durum, opisany na podstawie dwóch okazów muzealnych odłowionych na subkontynencie indyjskim.